# Német idealizmus

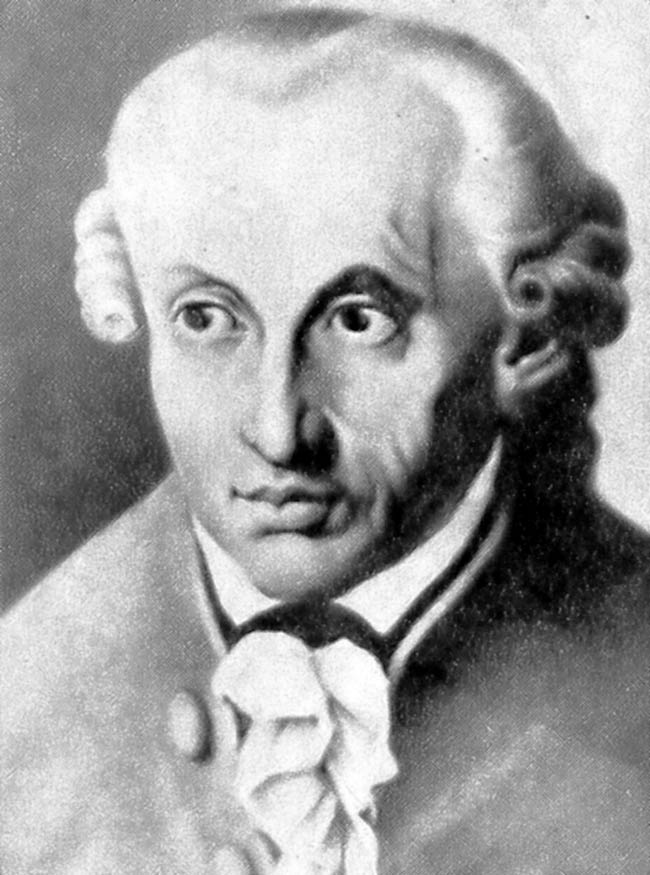
Immanuel Kant, a német idealista filozófia megteremtője

A német idealizmus a német filozófia egyik kiemelkedő korszaka a 18. század végén, a 19. század elején. Ezen irányzatok összességét a filozófiatörténet gyakran klasszikus német filozófiának is nevezi.

## Történelmi háttér
A német idealizmus szellemi kereteit a 18. századi, a skót és a francia felvilágosodáshoz képest megkésett német felvilágosodás adja. Történelmileg a francia forradalom előkészületei, lefolyása és következményei, a napóleoni háborúk és az azt lezáró időszak szolgáltak. A francia forradalom által hirdetett szabadság és a felvilágosult eszmék a német értelmiség támogatását élvezték mindaddig, amíg a forradalom át nem csapott terrorba. 
Az ekkor megjelenő nemzeti érzés a német államokban (a széttagolt Német-római Birodalomban, majd a Német Szövetségben) nagyon kultúra-orientált volt, virágzott az irodalom. Az irodalmat a klasszicizmus – például Johann Wolfgang von Goethe és Friedrich Schiller – és a kicsit később induló és fokozatosan teret nyerő német romantika párhuzamosan jellemzi, amiben generációs szembenállás is volt, mert az utóbbi szerzői jellemzően fiatalabbak voltak az előbbieknél. 
Ez a korszak a különféle német államok modernizációjának, a feudális gazdaság tőkés átalakulásának a kezdete a felvilágosult abszolutizmus keretei között. Wilhelm von Humboldt oktatási reformja, a Berlini Egyetem megalapítása, a politikai reformok (pl. az 1807-es jobbágyfelszabadítás) Poroszországot modern állammá tette.

## Filozófiája
A német idealizmus Immanuel Kant (1724–1804) munkásságából indul ki, fő kérdése, hogy hogyan kell Kant műveit megfelelően értelmezni. Kant írt a felvilágosodásról, pedagógiáról, de főként a világot megismerő ész kritikáját fektette le a három kritikai művében. Kant filozófiájának „hibáit” igyekezett kiküszöbölni Johann Gottlieb Fichte (1762–1814). A több filozófiai nézetrendszert is kidolgozó Schelling (1775–1854) kezdetben Fichtét követte, majd a természetfilozófia felé fordult és lefektette az azonosságfilozófia alapjait. Schelling tanulótársa, Hegel jelenti a német idealizmus csúcspontját, ő az abszolút idealizmus megalkotója. Hegel az összes tudományt felhasználta filozófiájában, főként a vallást, a művészetet, a jogot és a történelmet.
A klasszikus német filozófia jellegzetes gondolatmenete a korábbi empirizmus és a racionalizmus szembenállását próbálja meghaladni: objektum és szubjektum különböznek egymástól, azonban egymásra vonatkoznak; a szubjektum mint szubjektum mindig az objektumhoz való viszonyában létezik szubjektumként, és fordítva. Az egymásra vonatkozás meg kell, hogy előzze a tapasztalatot, mert a tapasztalat a megismerés egyik formája és már előfeltételezi az egymásra vonatkozás lehetőségeit. Ebből az következik, hogy a szubjektum és az objektum egymáshoz viszonyítva a priori léteznek. Ez az a priori létezés úgy magyarázható, hogy létezik egy transzcendentális szubjektum (a fichtei abszolút én, a schellingi abszolútum, a hegeli Szellem), amelyben az objektum és a szubjektum egybeesik. Filozófiát művelni azt jelenti, hogy különböző dialektikai közvetítő lépéseken keresztül eljutni a transzcendentális szubjektumig.
Jellemzője, hogy nagy, több filozófiai témakört átfogó, zárt filozófiai rendszereket alkot.